# محمد صلاح العزب
محمد صلاح العزب (مواليد 19 سبتمبر 1981) هو كاتب وروائي وصحفي وكاتب سيناريو مصري.
شارك في مهرجان بيروت 39 سنة 2010.

## الأعمال

### روايات ومجموعات قصصية
- لونه أزرق بطريقة محزنة (مجموعة قصصية، المجلس الأعلى للثقافة، 2003): وهي أول ما نُشر له من مؤلفات.[4]
- سرداب طويل يجبرك سقفه علي الانحناء (رواية، دار سعاد الصباح، 2003): وهو روايته الأولى.[4]
- وقوف متكرر (رواية: الطبعة الأولى: دار ميريت 2007، الطبعة الثانية: دار الشروق 2008)[1]
- سرير الرجل الإيطالي (رواية، 2007)
- سيدي براني (رواية، دار الشروق، 2010)[3][4]

### سيناريو
- سيناريو مسلسل دلع بنات
- سيناريو مسلسل حالة عشق
- سيناريو مسلسل هوجان
- سيناريو مسلسل سفاح الجيزة

## جوائز
- جائزة سعاد الصباح في الرواية (الكويت، 2002) عن روايته «سرداب طويل يجبرك سقفه علي الانحناء».[1][3]
- جائزة المجلس الأعلى للثقافة في القصة القصيرة (مصر، 1999، 2004)[1][3]